# Frans Van der Steen
Frans Van der Steen, (Lebbeke, 14 juni 1911 - aldaar, 27 september 1996) was een Belgische atleet, die zich had toegelegd op de lange afstand en het veldlopen. Hij veroverde op twee nummers vijf Belgische titels.

## Biografie
In 1932 werd Van der Steen voor het eerst Belgisch kampioen op de 10.000 m. Het jaar nadien verbeterde hij op het Belgisch kampioenschap het Belgisch record van Jan Linsen tot 32.27,2. In 1934 en 1938 volgden nog twee Belgische titels op deze afstand.
Van der Steen won verschillende halve marathons, zoals Waregem-Kortrijk en Ninove-Anderlecht en andere wegwedstrijden, zoals Halle-Brussel. In 1934 werd hij geselecteerd voor de marathon op de Europese kampioenschappen in Turijn, maar maakte de verplaatsing niet. In 1939 werd hij Belgisch kampioen Grand Fond tijdens de halve marathon Ninove-Anderlecht.

### Clubs
Van der Steen was aangesloten bij FC Malinois, dat hem in 1931 ontdekt had tijdens een rekruteringswedstrijd in Baasrode.

## Belgische kampioenschappen
| Onderdeel  | Jaar                   |
| ---------- | ---------------------- |
| 10.000 m   | 1932, 1933, 1934, 1938 |
| Grand Fond | 1939                   |

## Persoonlijke records
| Onderdeel | Prestatie | Datum           | Plaats |
| --------- | --------- | --------------- | ------ |
| 10.000 m  | 32.27,2   | 16 juli 1933    | Vorst  |
| marathon  | 2:45.08   | 15 oktober 1933 | Turijn |

## Palmares

### 5000 m
- 1932:  BK AC – 15.43,0
- 1933:  BK AC
- 1934:  BK AC – 15.36,4

### 10.000 m
- 1932:  BK AC – 33.27,2
- 1933:  BK AC – 32.27,2 (NR)
- 1934:  BK AC – 32.31,2
- 1935:  BK AC – 33.01,0
- 1936:  BK AC – 32.11,4
- 1937:  BK AC – 33.25,2
- 1938:  BK AC – 33.07,0
- 1939:  BK AC – 33.35,2

### Grand Fond
- 1939:  BK Ninove-Anderlecht (21,2 km) – 1:12.35

### veldlopen
- 1934: 21e Landenprijs in Ayr
- 1935: 33e Landenprijs in Auteuil
- 1938: 31e Landenprijs in Belfast